# Семеновская (сельское поселение Семизерье)
Семеновская — деревня в Кадуйском районе Вологодской области.
Входит в состав сельского поселения Семизерье (до 2015 года входила в Барановское сельское поселение), с точки зрения административно-территориального деления — в Барановский сельсовет.
Расстояние по автодороге до районного центра Кадуя — 82 км, до центра сельсовета деревни Барановская — 10 км. Ближайшие населённые пункты — Великий Двор, Горка, Еремеево.
По переписи 2002 года население — 13 человек.